# Dialeucias variegata
Dialeucias variegata är en fjärilsart som beskrevs av Paul Dognin 1923. Dialeucias variegata ingår i släktet Dialeucias och familjen björnspinnare. Inga underarter finns listade i Catalogue of Life.